# 贾滩镇
贾滩镇，是中华人民共和国河南省周口市鹿邑县下辖的一个乡镇级行政单位。

## 行政区划
贾滩镇下辖以下地区：
贾滩社区、大董社区、郑台社区、槐树李村、方庄村、柿元村、三里杨村、大宋村、谷楼村、双庙村、周庄村、任堂村、梁庄村、高庄村、孙吉元村、谢庄村、五门村、后堂村、后狄楼村、李老村、凌堂村、薛庄村、冯楼寨村、大米村、王统村、完刘村、桑元村、杜楼村、石门里村和李关村。